# San Mateo Rugby Football Club
Maillots
Le San Mateo RFC est un club de rugby à XV américain basé à San Mateo en Californie.

## Palmarès
- Champion de la Men's D1 Club Championship en 2001 et 2002.